# Дукельский, Владимир Александрович
Владимир Александрович Дуке́льский, гетероним Вернон Дюк (англ. Vernon Duke; 7 октября 1903, село Парфяновка, Псковская губерния — 19 января 1969, Санта-Моника, Калифорния) ― американский композитор, поэт и литератор.
Автор многих академических сочинений в разных жанрах, Дукельский (Дюк) наиболее известен своими «американскими» популярными песнями 1930-х годов — «April in Paris» (1932), «Autumn in New York» (1934) и «I Can’t Get Started» (1936).

## Биография
Родился 11 октября (по другим документам 24 сентября то есть 7 октября нового) 1903 года в семье инженера происходившего из западно-русского (белорусского) дворянства; его бабушка по отцу княжна Д. Г. Туманова была грузинкой. Как Дукельский пишет в своей книге воспоминаний, мать родила его на станции Минской губернии во время поездки.
В детстве жил на Урале и в Крыму, затем, после смерти отца, в Киеве. В 1910-е годы посещал классы в Киевской консерватории, обучаясь фортепиано у Б. Л. Яворского, а композиции — у Р. М. Глиэра. В 1918 году был зачислен в консерваторию, однако уже в конце 1919 года, накануне сдачи города Добровольческой армией, семья Дукельских покинула Киев и в 1920 году прибыла в оккупированный войсками Антанты Константинополь, откуда в 1921 году и перебралась в США. В Константинополе Дукельский написал первые самостоятельные музыкальные сочинения и объявил (вместе с Б. Ю. Поплавским) о воссоздании Цеха поэтов. В Нью-Йорке Дукельский продолжал сочинять музыку (увертюра к драме Гумилёва «Гондла» была исполнена 31 января 1923 года в Карнеги-Холле) и стихи в подражание акмеистам и футуристам, а также пробовал силы в жанре популярных песен, которые по совету Джорджа Гершвина начал подписывать творческим гетеронимом (или псевдонимом) «Vernon Duke», ставшим официальным американским именем композитора при получении им гражданства США 7 января 1939 года.
В 1923 году по инициативе пианиста Артура Рубинштейна завершил начатый ещё в Киеве Фортепианный концерт и отправился искать музыкальной удачи в Париж, где его сочинение было достаточно высоко оценено С. П. Дягилевым, И. Ф. Стравинским и С. С. Прокофьевым. Дягилев заказал Дукельскому балет «Зефир и Флора», поставленный Леонидом Мясиным в 1925 году труппой Русский балет Дягилева. В 1928 году в Париже прошла премьера его Первой симфонии (дирижёр Сергей Кусевицкий). Во Франции Дукельский сблизился с Прокофьевым и с одним из идеологов евразийцев П. П. Сувчинским, опубликовал ряд статей в евразийских изданиях, в которых резко противопоставил себя «белой» части русской эмиграции. Одновременно композитор писал музыку для английских музыкальных комедий. В 1929 году вернулся в США.
С этого времени у Дукельского постепенно развились две параллельные биографии. С одной стороны, он гневно осуждает конвертируемую в культурный товар идеологию модернизма. Как трагико-романтический русский композитор Дукельский создал:
- кантату «Эпитафия» памяти С. Дягилева (1932, на слова Осипа Мандельштама);
- балет «Общественный сад» (фр. Jardin Public, 1934—1935, на сюжет Андре Жида), поставленный в хореографии Леонида Мясина в 1935 году Русским балетом полковника де Базиля[1] и повествующий об экзистенциальном одиночестве человека в западном мире;
- эпическую ораторию «Конец Санкт-Петербурга» (1931—1937, на слова Михайлы Ломоносова, Гаврилы Державина, Александра Пушкина, Иннокентия Анненского, Фёдора Тютчева, Михаила Кузмина, Анны Ахматовой, Александра Блока и Владимира Маяковского), вдохновлённую одноимённым фильмом Всеволода Пудовкина и повествующую о крушении «цивилизаторской», западнической культуры в России;
- «Посвящения» для фортепиано, сопрано и оркестра (1934—1937, на слова Гийома Аполлинера), а также многих других сочинений.

С другой стороны, Вернон Дюк — успешный производитель этого самого музыкального товара для Бродвея и Голливуда. В сочинениях последнего типа композитор занимал позицию отстранённо-ироническую, включающую в себя элемент социальной и культурной критики, выросшей из неприятия высоколобой «цивилизаторской» культуры. Основой их послужила идиоматика американского джаза. Дюку принадлежит музыка популярных бродвейских мюзиклов «Безумства Зигфельда 1934» («Ziegfeld Follies», 1934, 1933, совместно с Самуилом Покрассом), «Безумства Зигфельда 1936» (Ziegfeld Follies 1936, 1935), музыкальной комедии «Хижина в небе» (Cabin in the Sky, постановка 1940), киноревю «Безумства Голдвина 1938» («Goldwyn Follies», 1938, 1937, совместно с Джорджем Гершвином) и мн. др. Характерен и выбор сотрудников. В «Хижине в небе» впервые для исполнения была привлечена чисто негритянская труппа, а постановка танцевальных номеров «Безумств Зигфельда», «Безумств Голдвина» и «Хижины в небе», осуществлённая Джорджем Баланчиным, синтезировала элитарный «классический балет» с «современным танцем». Авторы слов песенных хитов Дюка — Йип Харбург и Айра Гершвин — сочетают поэтическую виртуозность с ироническим обнажением штампов повседневного сознания.
В начале 1940-х годов Дукельский вернулся к серьёзной музыке, написав Скрипичный (1941) и — по заказу Григория Пятигорского — Виолончельный (1942) концерты. В 1942 году, в самый разгар Второй мировой войны, признанный негодным к строевой, композитор всё же подал заявление о службе в армии и прошёл службу в войсках береговой охраны Нью-Йорка. В 1945 году был уволен в запас в звании капитан-лейтенанта. В 1946 году по инициативе Сергея Прокофьева получил официальное приглашение вернуться в СССР, однако в последний момент от поездки отказался. В 1948 году основал франко-американское «Общество забытой музыки», целью которого стало исполнение и аудиозапись недооценённых классических произведений. В 1950 году в Калифорнии написал музыку к кинофильмам «Она пытается выучиться в колледже» («She Is Working Her Way Through College», с будущим президентом Р. Рейганом в одной из ролей) и «Апрель в Париже» («April in Paris», в главных ролях Дорис Дэй и Рэй Болджер), представляющий собой мягкую сатиру на культурную политику эпохи холодной войны. С тех пор жил в Калифорнии.
В 1955 году вышла в свет книга мемуаров на английском языке «Парижский паспорт» («Passport to Paris»), в самом конце которой композитор отказался от раздвоения между Дукельским и Дюком: «…получив однажды паспорт на Елисейские Поля в Париже в качестве Дукельского, русского, я скромно мечтаю теперь о куда более постоянных Полях Елисейских, Элизиуме древних греков — согласно Словарю Уэбстера „расположенном за Западным океаном, где добрые души пребывают в посмертии…“ — но уже в качестве Дюка, американца и человека Запада».
В 1957 году женился на певице Кэй МакКрэкен, взявшей официальную фамилию мужа — Дюк.
В 1958 году была поставлена единственная опера Дукельского «Барышня-крестьянка» (1928—1957, по одноимённой повести А. С. Пушкина, на собственное либретто на русском языке.
Начиная с 1962 года под собственным именем Дукельский публиковал книги стихов на русском языке, получившие, особенно первая «Послания», высокую оценку Владимира Маркова и Юрия Иваска, но вызвавшие отторжение у Юрия Терапиано и былого законодателя «Парижской ноты» Георгия Адамовича. Третья книга стихов «Картинная галерея» (1965) и четвёртая «Поездка куда-то» (1968) содержат многочисленные стихотворные переводы Дукельского с английского и с древних языков, в том числе из Роберта Фроста, Эзры Паунда, Эдварда Каммингса, Огдена Нэша, Роберта Лоуэлла, Уоллеса Стивенса, Лоренса Ферлингетти и из античных поэтов-эпиграммистов.
В 1964 году увидела свет книга англоязычной музыкальной публицистики Вернона Дюка «Выслушайте меня!» («Listen Here!»).
В 1966 году Дукельский записал большой цикл передач для русской редакции радио «Свобода», посвящённых истории американского мюзикла.

### Смерть
Скончался 19 января 1969 года в Санта-Монике от остановки сердца во время повторной операции рака лёгких. В западных источниках и в наиболее обстоятельной работе на русском языке А. С. Максимовой указывается дата смерти 16 января 1969 года.
В 1980—1985 годах обширный музыкально-литературный архив композитора был передан вдовой в Библиотеку Конгресса США.

## Оценки
Дукельский — автор оперы, балетов, симфонических, вокально-симфонических и камерных произведений, многих песен для бродвейских мюзиклов. Как композитор и писатель Дукельский чётко разделял между своим русским и американским «я»: в «серьёзной» русской музыке он наследовал С. Прокофьеву и И. Стравинскому с их попытками создать национальную музыкальную форму и не зависимый от западноевропейских рецептов музыкальный язык; его композиции, всегда интересные по замыслу, отличаются гармонической и ритмической сложностью, требуют от исполнителей немалых усилий (что отчасти объясняет их отсутствие в широком концертном репертуаре); его «коммерческая» музыка к музыкальным комедиям, шоу и кинофильмам отличается мелодическим богатством и редкой для такого типа музыки гармонической изощрённостью.
Прозаический стиль Дюка-Дукельского отмечен идиоматическим разнообразием, живостью характеристик и обилием иронии, направленной как на героев его прозы, так и на самого повествователя.
Владимир Марков возводил русские стихи Дукельского к классицистским литературным практикам XVIII века, увиденным через призму футуризма: «…ведь именно русские футуристы, так ретиво „сбрасывавшие с парохода“ поэзию, не подозревали того, что возрождали XVIII век с его культурой компанейской дружбы, словесным блеском, общей радостностью миросозерцания и литературной задиристостью. Таким образом, Дукельский не случаен, а в контексте русской зарубежной поэзии и необходим — для установления равновесия и напоминания о других путях. Разве не многозначительно, что композитор указывает на возможность иной ноты, кроме пресловутой парижской».
За месяц до премьеры балета «Зефир и Флора» после прослушивания музыки к нему в исполнении Дукельского Прокофьев записал в своём «Дневнике»: «Вообще же это был вечер, который, вероятно, случается нечасто: то есть когда перед глазами встаёт настоящий большой композитор. Я думаю, я не ошибаюсь».

## Псевдоним или гетероним
В статье 2011 года Антонина Максимова для имени Вернон Дюк использовала термин псевдоним, но в своей диссертации 2015 года кроме этого чаще употребила понятие гетероним. Исследовательница жизни и творчества Дукельского-Дюка упоминала не менее пяти профессиональных его «идентичностей»: два композитора в одном лице, поэт, писатель, публицист, корреспондент радио «Свобода». Максимова обратила внимание на важную особенность: в мемуарах «Паспорт в Париж» Дукельский обращался к теме собственного «раздвоения», желая отделить своё «я» от alter ego. В своей работе Максимова упоминает ещё два гетеронима Дукельского поры пребывания в Константинополе — Ивана Ивина и сменившего его Алана Лэйна.

## Публикации
- Duke V. Passport to Paris. — Boston, Toronto: Little, Brown and Co., 1955. — 502 p.
- Дукельский В. Об одной прерванной дружбе // Мосты. — München, 1968. — № 13/14 Архивная копия от 28 августа 2021 на Wayback Machine. — С. 252—279. — То же: [С сокр.] / Публ. И. Нестьева // История и современность. — Л.: Совет. композитор, 1981. — С. 244—260.

## Записи
- 1999 — первая запись музыки к балету «Зефир и Флора» и кантаты «Эпитафия», Гаагский филармонический оркестр под управлением Г. Н. Рождественского; соло сопрано Илма Ахмадеева. Chandos Records CHAN 9766[23]